# L'edat de la innocència
L'edat de la innocència (títol original en anglès: The Age of Innocence) és una pel·lícula de drama romàntic històric estatunidenc de 1993 dirigida per Martin Scorsese. El guió, una adaptació de la novel·la homònima de 1920 d'⁣Edith Wharton, va ser escrit per Scorsese i Jay Cocks. La pel·lícula és protagonitzada per Daniel Day-Lewis, Michelle Pfeiffer, Winona Ryder i Miriam Margolyes i va ser estrenada per Columbia Pictures. La pel·lícula relata el festeig i el matrimoni de Newland Archer (Day-Lewis), un adinerat advocat de la societat de Nova York, amb May Welland (Ryder); aleshores, Archer es troba i representa legalment la comtessa Olenska (Pfeiffer) abans d'entrellaçaments romàntics inesperats.
The Age of Innocence es va estrenar als cinemes l'1 d'octubre de 1993 per Columbia Pictures. Va rebre l'aclamació de la crítica, guanyant l'⁣Oscar al millor disseny de vestuari, i va ser nominada a millor actriu secundària (Winona Ryder), millor guió adaptat, millor banda sonora original i millor direcció artística. Margolyes va guanyar el BAFTA a la millor actriu secundària el 1994. La pel·lícula va recaptar 68 milions de dòlars contra un pressupost de 34 milions. Scorsese va dedicar la pel·lícula al seu pare, Luciano Charles Scorsese, que havia mort el mes anterior de l'estrena de la pel·lícula. Luciano i la seva dona, Catherine Scorsese, van tenir petits cameos a la pel·lícula.

## Argument
Mentre anuncia oficialment les seves esposalles amb May Welland, el jove aristòcrata Newland Archer s'assabenta que Ellen Olenska és de tornada a Nova York. Record d'infantesa, Ellen Olenska es va casar amb un bon partit i ha viscut a Europa fins ara. Torna després d'haver deixat un marit voluble i intenta reprendre el curs de la vida mundana de Nova York.
Newland Archer s'afanya a envoltar Ellen dels seus consells i a guiar-la a través de la jungla aristocràtica de les conveniències i de les tafaneries.

## Repartiment
- Daniel Day-Lewis: Newland Archer
- Michelle Pfeiffer: Ellen Olenska
- Winona Ryder: May Welland
- Alexis Smith: Louisa van der Luyden
- Geraldine Chaplin: Madame Welland
- Mary Beth Hurt: Regina Beaufort
- Alec McCowen: Sillerton Jackson
- Richard E. Grant: Larry Lefferts
- Miriam Margolyes: Madame Mingott
- Robert Sean Leonard: Ted Archer
- Siân Phillips: Madame Archer
- Jonathan Pryce: Rivière
- Michael Gough: Henry van der Luyden
- Joanne Woodward: Narrador
- Stuart Wilson: Julius Beaufort
- June Squibb: Nana Mingott

Aparicions de cameo
Els pares i la filla de Scorsese, els actors Charles Scorsese, Catherine Scorsese i Domenica Cameron-Scorsese, tenen un petit cameo durant la seqüència en què Archer es troba amb la comtessa a la terminal de Pennsylvania a Jersey City. El mateix Scorsese té un cameo com "el fotògraf esbojarrat que més tard s'encarrega de fer les fotografies oficials del casament", mentre que la germana de Day-Lewis, Tamasin Day-Lewis, té un cameo admirant l'anell de compromís de May, una incorporació a última hora després que la companya de Scorsese aleshores, Illeana Douglas, hagués de retirar-se, quan el productor i director Frank Marshall va insistir que el seu repartiment estigués al lloc de rodatge durant tota la fotografia principal, en la seva segona pel·lícula com a director, Alive (1993).

## Producció
The Age of Innocence es va rodar principalment a Troy, Nova York. Les escenes de l'òpera van ser filmades a l'⁣Acadèmia de Música de Filadèlfia a Filadèlfia, Pensilvània. Les escenes ambientades a la casa de la senyora Mingott van ser filmades a "The Castle", una casa de germanor pertanyent al capítol Alpha Tau de Pi Kappa Phi a l'Institut Politècnic Rensselaer. Antigament coneguda com la Mansió Paine, després de la seva finalització el 1896 (que llavors es calculava que va costar 500.000 dòlars) va ser proclamada com la casa més gran de tota Troy. Les escenes que representen la casa de camp a la neu es van filmar a l'interior de la casa colonial holandesa Luykas Van Alen de l'any 1737, a Kinderhook, Nova York. Només es va construir un conjunt important, per a una seqüència de saló ornamentada a la residència Beaufort. L'⁣edifici gòtic victorià Rice Building es va utilitzar com a escenari del despatx d'advocats.

### Guió
L'amic de Scorsese i guionista Jay Cocks li va donar la novel·la de Wharton el 1980, suggerint que aquesta hauria de ser la peça romàntica que Scorsese hauria de filmar, ja que Cocks creia que era la que millor representava la seva sensibilitat. A Scorsese sobre Scorsese va assenyalar que
| « | Tot i que la pel·lícula tracta sobre l'aristocràcia de Nova York i un període de la història de Nova York que ha estat descuidat, i tot i que tracta sobre el codi i el ritual, i sobre un amor que no és no correspost sinó no consumat—que pràcticament cobreix tots els temes que solc tractar—quan vaig llegir el llibre, no vaig dir: "Oh, bé, tots aquests temes estan aquí". | » |

### Disseny gràfic i títols
La seqüència del títol de la pel·lícula va ser creada per Elaine i Saul Bass. Bass, ell mateix, va assenyalar que els títols eren molt ambigus i metafòrics, i el resultat de la seva fascinació per la fotografia time-lapse. La simfonia visual de les seqüències amb roses florides i encaix havia de transmetre la sensualitat submergida i els codis ocults de l'època. Les pintures famoses que apareixen a la pel·lícula van ser reproduccions d'alta qualitat de nova creació. Els esclats de color emprats com a esvaïment es van inspirar en les pel·lícules Black Narcissus (1947), de Michael Powell, i Rear Window (1954), d'Alfred Hitchcock.

## Música
Peces musicals incloses a la banda sonora:
| Títol                                                   | Compositor                  | Interpretació                                             |
| ------------------------------------------------------- | --------------------------- | --------------------------------------------------------- |
| Faust                                                   | Charles Gounod              |                                                           |
| Sonata per a piano núm. 8 en do menor, op 13 (Patètica) | Ludwig van Beethoven        |                                                           |
| Marxa Radetzky                                          | Johann Strauss I            | Orquestra Simfònica de Ràdio Berlín                       |
| Vals de l'Emperador                                     | Johann Strauss II           | Orquestra Filharmònica de Londres                         |
| Vida d'artista                                          | Johann Strauss II           | Leonard Bernstein i l'Orquestra Filharmònica de Nova York |
| Contes dels boscos de Viena                             | Johan Strauss II            | Orquestra Filharmònica de Londres                         |
| Quintet en si bemoll, op 87, 3r moviment                | Felix Mendelssohn Bartholdy | Academy Chamber Ensemble                                  |
| Marble Halls                                            | Enya, Roma Ryan, Nicky Ryan | Enya                                                      |

## Premis
- Oscar al millor vestuari 1994
- Globus d'Or a la millor actriu secundària per Winona Ryder